# Galaxie naine irrégulière du Sagittaire
Ne doit pas être confondu avec Galaxie naine du Sagittaire.
Pour les articles homonymes, voir Sagittaire.
La galaxie naine irrégulière du Sagittaire ou SagDIG en anglais : Sagittarius Dwarf Irregular Galaxy est une galaxie irrégulière de notre Groupe local. Elle fut découverte le 13 juin 1977 par Diego A. Cesarsky, E. Falgarone et J. Lequeux.
Distante de 4,2 millions d’années-lumière, elle est proche des frontières du Groupe local et il est possible qu’elle n’y soit finalement pas liée gravitationnellement.
La galaxie naine irrégulière du Sagittaire ne doit pas être confondue avec SagDEG, la galaxie naine elliptique du Sagittaire, une des plus proches galaxies de la Voie lactée connues à ce jour.